# Ostramo
OSTRAMO (Ostravská rafinerie minerálních olejů) byla firma, kterou znaly generace obyvatel Ostravy jako Petrolejku. Název Petrolejka se zachoval ve tvaru „U petrolejky" jako díl základní sídelní jednotky (ZSJ) s kódem 1137350 uvedený v číselníku ZSJ Českého statistického úřadu.

## Vznik
V roce 1889 vznikla v obci Přívoz třetí rafinerie na území dnešní České republiky. Okolnosti, které měly vliv na lokaci rafinerie do Přívozu:
- poptávka po petroleji na svícení
- ropná pole v Haliči (tehdy součást stejného státu, tj. Rakouska-Uherska)
- dobré železniční spojení
- blízkost chemických továren produkujících potřebné chemikálie pro výrobu
- osobní vztah zakladatele Dr. Maxe Böhma k Ostravě

Výčet výrobků firmy je uveden v inzerátu z roku 1897.
V roce 1902 vstoupila ostravská rafinerie do kartelu Exportbüro der österreichischen Petroleum-Raffinerien (OLEX), který umožnil export ropných výrobků do západní a severní Evropy.

## Názvy „Petrolejky“ v průběhu let
- Ostrauer Mineralöl-Raffinerie Max Böhm ₰ Co., komanditní společnost (1889)[3]
- Oderfurter Minaralölwerke, Gesellschaft, m.b.H., název vznikl v důsledku rozdělení společnosti (1908)[3]
- Přívozer Minaralölwerke, s.r.o., v důsledku zrušení německého názvu obce Oderfurt Výnosem ministerstva vnitra v roce 1920 (1922) a přijetím zákona 267/1920 Sb. ze dne 14. dubna 1920 o odstranění nevhodných názvů[3][7]
- Přívozer Minaralölwerke, a.s. v důsledku transformace na akciovou společnost (1930)
- Přívozské závody minerálních olejů, akc. spol., ředitelství sídlilo sídlila na ulici Jaurèsova 1 (1939)[8][9]
- Ostranaft, jako závod Rafinerie minerálních olejů, Pardubice (1946)[10]
- Ostravská rafinerie minerálních olejů n. p.(1950)[10]
- člen Sdružení československých rafinerií minerálních olejů (1958)[10]
- člen VHJ (výrobně hospodářské jednotky) Slovnaft (1962)[10]
- člen Závodů na zpracování ropy a uhlí, oborový podnik Praha(1968)[10]
- závod Chemopetrol, závody na zpracování ropy, generální ředitelství (1969)[10]
- Ostramo, Chemapol koncernový podnik[11]

## Po 1. světové válce
Firma se potýkala s řadou problémů způsobených:
- Nedostatkem surovin, obalových materiálů a dopravních prostředků
- Přechodem na americkou nebo rumunskou ropu
- Nostrifikačním zákonem z roku 1919, který požadoval přenést sídla a hospodářské vedení společností na československé území.
- Změnou financující banky, kterou se nově stala Živnostenská banka.
- Nařízením ministra pro správu průmyslu, obchodu a živností v souhlasu s ministrem pro správu veřejných prací a s účastněnými ministry č. 25/1919 Sb. z. a n., o úpravě hospodaření výrobky minerálních olejů, benzolem, oleji dehtovými a karbidem.

V roce 1933 založila firma dceřinou společnost OSTRANAFT, a.s., která se zabývala maloobchodním prodejem. OSTRANAFT provozoval 43 čerpacích stanic, ve kterých prodával produkty s registrovanou značkou Triumph.

## Protektorát
Agresivní nacistická válka vyžadovala nebývale velké množství materiálu, včetně pohonných hmot. Rafinerie se staly kritickou infrastrukturou, kterou mohl ohrožovat odboj. Proto byl navýšen počet příslušníků závodní stráže o osm na celkových 14 osob a přidělena jednotka Schutzstaffel (SS) o síle 6 osob.
Během války stoupalo nebezpečí náletů letadel. Ostrava zažila od srpna 1944 do 15. dubna 1945 celkem 30 náletů. Cílem Američanů byly ostravské rafinerie a nádraží v Přívoze. Spojenecké bombardování se v té době v rámci tzv. bitvy o benzín zaměřovalo na ropná pole a rafinerie ve snaze připravit německou brannou moc o zásoby pohonných hmot.

## Po roce 1945
Dne 1. ledna roku 1946 byl ministerstvem průmyslu zřízen národní podnik Rafinerie minerálních olejů, do kterého byla začleněna i rafinerie v Ostravě.
Dne 2. prosince 1952 vstoupilo v platnost nařízení ministra chemického průmyslu č. 110/1952 Sb. o nevyužitých odpadních a upotřebených olejích mazacích.[zdroj?]
Dne 15. listopadu 1961 vstoupila v platnost vyhláška ministerstva chemického průmyslu 130/1964 Sb. o povinném odvádění a využití upotřebených minerálních (mazacích) olejů. Socialistické organizace (včetně jednotných zemědělských družstev) byli povinni odvádět upotřebené motorové oleje do distribučních skladů Benzina n. p. minimálně v množství 35 % odebraných čerstvých olejů. Spotřebitelé z řad obyvatelstva byli povinni odvádět upotřebený olej u čerpacích stanic Benzina n. p. Výkupní cena stanovena na 0,69 Kčs/litr upotřebeného motorového oleje.
V paragrafu 10 výše uvedené vyhlášky stojí: Regeneraci těchto olejů provádějí výhradně rafinerie minerálních olejů. Vyhláška 130/1967 tak stanovila právní rámec organizovaného sběru olejů, ale také položila základy k regeneraci olejů v ostravské rafinerii.
Sběr v rozvinuté síti sběren dosahoval 58–60 tis. tun použitých a odpadních olejů v roce. Sebrané odpadní oleje zpracovával koncernový podnik Chemopetrol Ostramo, Ostrava. Jako recyklační technologie byla použita kyselinová rafinace. Produkovala velké množství zaolejovaných kyselých odpadů, které byly skládkovány.
Na počátku sedmdesátých let 20. století vláda ČSSR počítala se zvýšením dovozu sovětské ropy a pověřila Chemoprojekt Brno přípravou projektu „Rafinerie Morava". První vytipovaná lokalita jižně od Petřkovic byla zavržena, nadále byla uvažována lokalita severně od Antošovic.V roce 1977 vznikla studie, která počítala počítala s výstavbou rafinerie v Šilheřovicích na Ostravsku, kam se do roku 1990 měla přestěhovat také asfaltářská výroba z PARAMA Pardubice.Sovětská strana nepotvrdila dodávky ropy v plánované výši. Zástupci slovenského průmyslu požadovali podíl na dovážené ropě, a tak byl „projekt rafinerie Morava" odložen.
Koncernový podnik OSTRAMO se soustředil hlavně na regeneraci upotřebených olejů a olejové regeneráty se staly hlavní složkou jimi vyráběných mazacích olejů. Prvními vyvinutými oleji, zavedenými do výroby, byl olej pro dvoudobé benzínové motory M2T, resp. M2T Mix (API TC, SAE 40). Sortiment tvořily oleje topné, motorové, převodové, speciální; dále plastická maziva, konzervační prostředky, parafíny, cereziny a mikrovosky.[zdroj?]

## Po roce 1989
Rozpadem Chemopetrolu se ze všech koncernových podniků staly samostatné společnosti, jednou z nich byla ostravská rafinerie.
OSTRAMO s. p. se stalo státním podnikem dne 1. července 1990. Řízením byl pověřen pan Ing. Vítězslav Vlček, prokuristou byl pan Ing. Vladimír Kokeš. V zakladatelské listině bylo stanoveno, že provoz skončí v roce 1993 a následně podnik vyřeší starou ekologickou zátěž (SEZ). Na základě Usnesení vlády o privatizaci OSTRAMA s. p. formou přímého prodeje se v roce 1992 uzavřením smlouvy s Fondem národního majetku stala majitelem podniku společnost VLČEK a spol. s.r.o. Měla dva společníky: Josefa Vlčka a Josefa Jedličku. Nástupnickou organizací se stala firma OSTRAMO, VLČEK a spol., s.r.o. se společníky Vítězslavem Vlčkem a Vladimírem Kokešem. Tuto společnost pak koupila firma TRANSKOREKTA, společnost s ručením omezeným, jejíž jednatelkou byla Miroslava Vlčková, manželka Josefa Vlčka.[zdroj?]
Rafinerie ukončila provoz v srpnu 1995 z důvodu nezajištění řádného skládkování odpadů.

## Staré ekologické zátěže (SEZ)
V areálu firmy se nacházela jedna z největších ekologických zátěží na území České republiky. Jednalo se hlavně o ropné kaly – nebezpečné odpady, dle katalogu odpadů klasifikované jako 05 01 07* kyselé dehty. Nebezpečnost ropných kalů byla v jejich toxicitě a v obsahu rakovinotvorných (karcinogenních) polychlorovaných bifenylů. Nebezpečné odpady pocházely z rafinérské výroby a z regenerace použitých mazacích olejů. Tyto kaly byly desetiletí volně vypouštěny do lagun R1, R2 a R3.[zdroj?]
Starou ekologickou zátěží byly nejen laguny, ale také výrobní prostory rafinerie.[zdroj?]
Dne 24. dubna 1996 se vláda usnesla (vládní usnesení č. 239), že zahájí jednání o nákladech, které vznikly úhradou nákladů vynaložených společností OSTRAMO, Vlček a spol. na odstraňování škod na životním prostředí způsobených činností bývalého státního podniku OSTRAMO Ostrava v areálu skládky odpadů do výše 65 mil. Kč.
Výsledkem jednání bylo, že stát odkoupil jihozápadní část areálu (laguny), ale nikoli část severovýchodní, kde se nacházely budovy rafinerie. Tam chtěl majitel společností OSTRAMO, Vlček a spol. postavit novou rafinerii s moderní technologií.

## Jihozápadní část areálu Ostramo (lokalita ropné laguny)

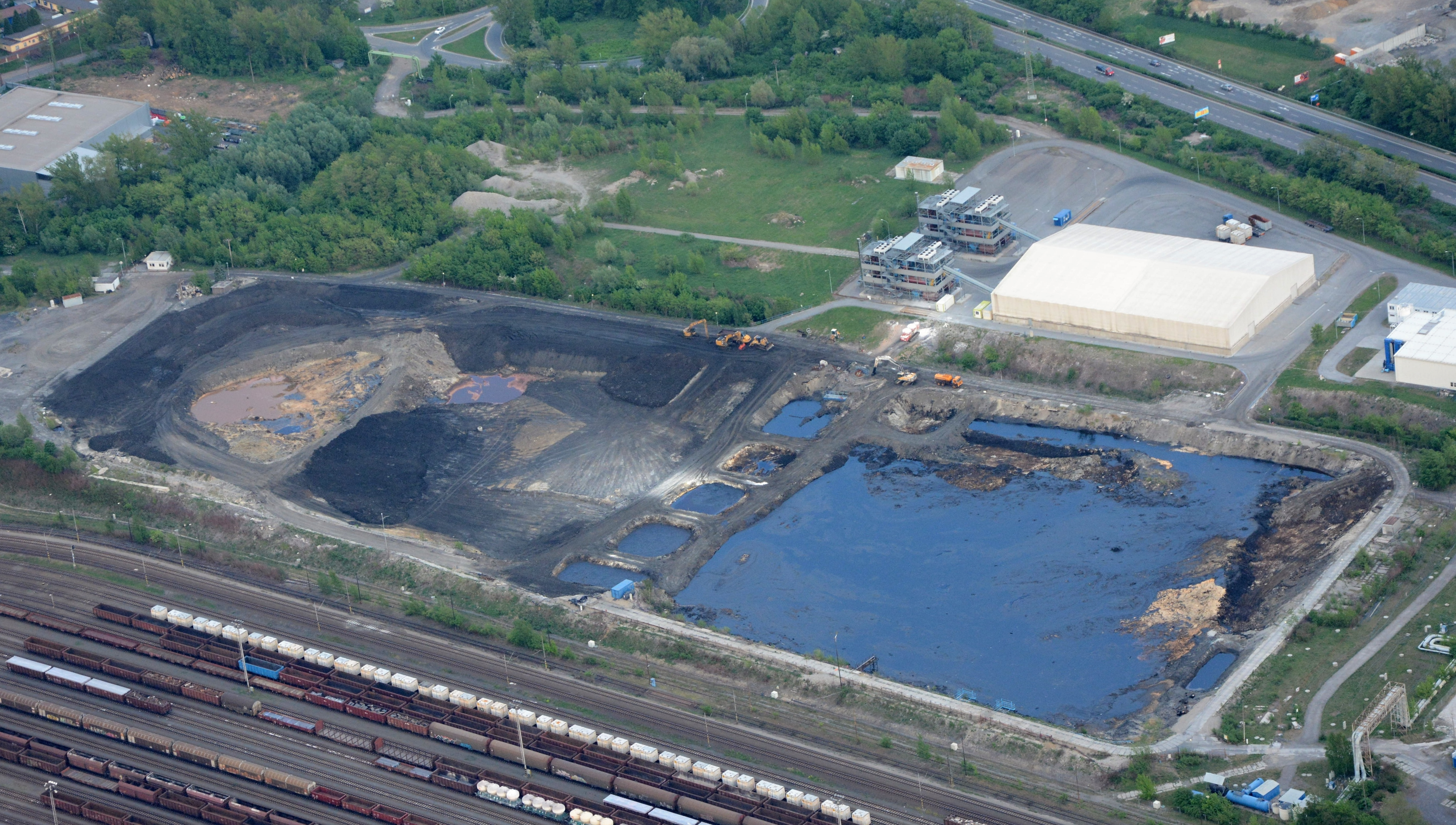
Laguny během sanace v roce 2018

Dne 4. prosince 1996 vláda (vládní usnesení č. 626) souhlasila s tím, aby DIAMO státní podnik vykonával právo hospodaření ke státnímu majetku nabytému od OSTRAMO, Vlček a spol., a to areálu skládky odpadů (laguny a související objekty včetně čisticí stanice haldových vod). Hlavní etapa sanace, odtěžování kalů, skončila 19. prosince 2020. Následovat bude čištění kontaminované zeminy, podloží a podzemních vod s výhledem na několik dalších let.
Šlo o oblast se třemi velkými lagunami, které byly označovány jako ostravské laguny. Od roku 2003 probíhala sanace areálu. Hlavní etapa sanace, odtěžování kalů, skončila 19. prosince 2020. Následovat mělo čištění kontaminované zeminy, podloží a podzemních vod s výhledem na několik dalších let.

## Severovýchodní část areálu Ostramo (lokalita bývalé rafinerie)

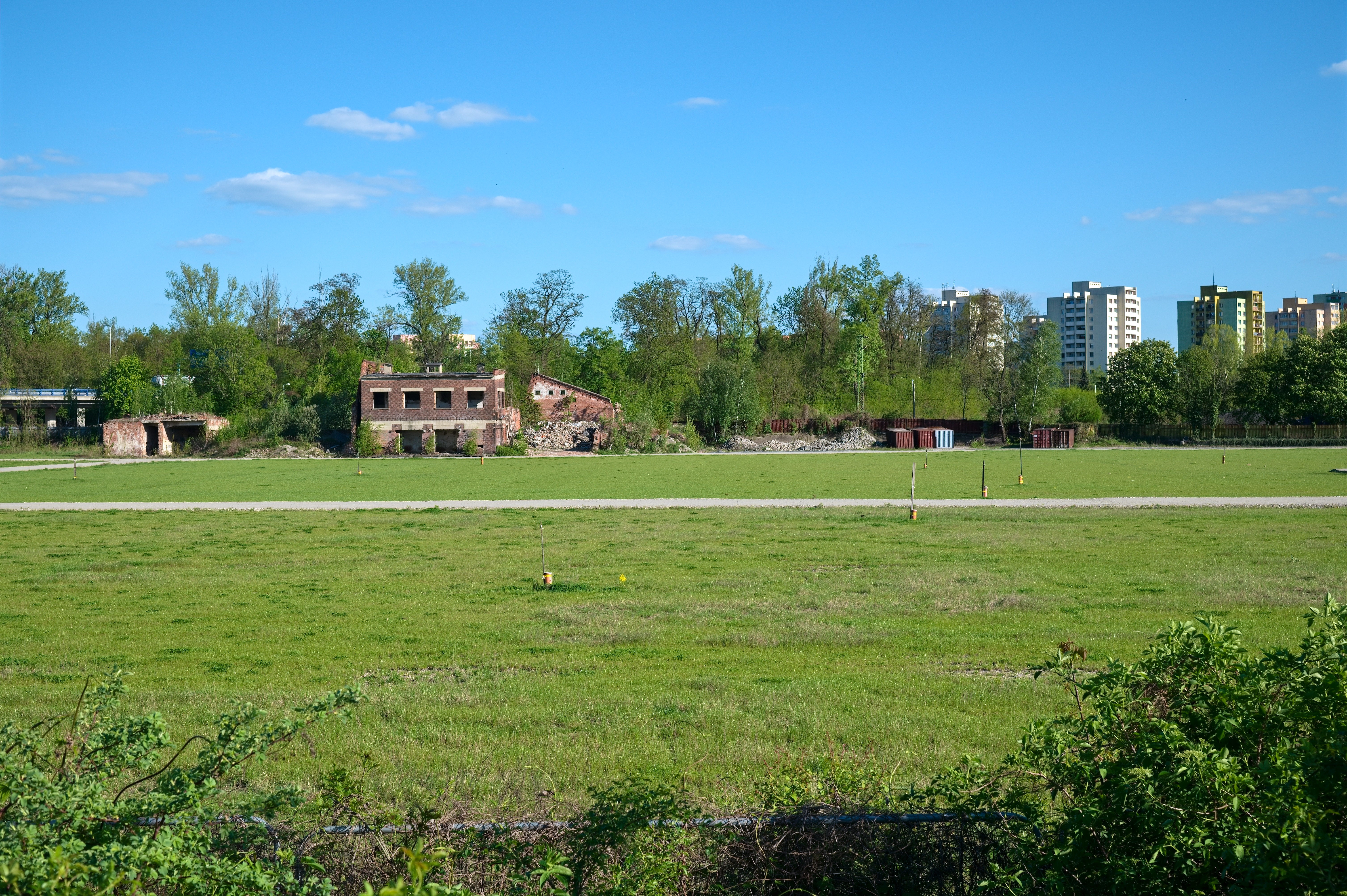
Sanovaná plocha po bývalé rafinerii

Severovýchodní část areálu zůstala v držení firmy OSTRAMO, VLČEK, která zde prováděla dekontaminaci a plánovala stavbu ekologické rafinerie.
Půda v areálu byla prosycena toxickými látkami, situace se ještě zhoršila v červenci roku 1997, když areál zaplavila rozvodněná Odra až do výše 4 metrů. Majitel Vlček nezajistil nádrže s odpadními oleji před vyplavením velkou vodou. Z areálu unikly 3 000 m³ toxických látek. Majitel OSTRAMA nedodržel bezpečnostní předpisy, kvůli tomu čelil obvinění pro obecné ohrožení, stíhání ale ukončila prezidentská amnestie.
Náměstek ostravského primátora pro životní prostředí Dalibor Madej hodnotil ekologickou zátěž lokality bývalé rafinerie jako větší než zátěž lokality ropných lagun.
Usnesením Krajského soudu v Ostravě ze dne 31. července 2001 byl prohlášen konkurs na majetek OSTRAMO, VLČEK a ustanoven konkursní správce. V říjnu 2001 zpochybnil konkursní správce převod nemovitostí firmě TRANSKOREKTA a zahrnul nemovitosti do konkurzní podstaty s tím, že pozemky patři věřitelům. TRANSKOREKTA rozhodnutí správce napadla u soudu. V roce 2011 rozhodl Vrchní soud v Olomouci o oprávněnosti zahrnutí nemovitostí do konkursní podstaty. Konkursní správkyně (nástupkyně správce) vyhlásila veřejné výběrové řízení na prodej nemovitostí. Město Ostrava přijalo usnesení č. 719/ZM1014/13, ve kterém rozhodlo o záměru koupit průmyslový areál OSTRAMA o celkové rozloze 178 605 m² za cenu 62,5 mil Kč a přihlásit se do výběrového řízení.
Město Ostrava se před vyhlášením výběrového řízení na prodej nemovitostí snažilo uplatnit pohledávku vzniklou neprovedením sanace areálu. Nároky Ostravy odmítl Krajský úřad Moravskoslezského kraje s odůvodněním, že společnost OSTRAMO, VLČEK není původce odpadu. KÚ dále konstatoval, že magistrát má jako vodoprávní úřad povinnost zabezpečit areál tak, aby se kontaminace nešířila.
Tato povinnost se stala aktuální, když společnost TRANSKOREKTA ukončila z důvodu nevyjasněnosti vlastnictví činnost včetně provozu hydraulické bariery. TRANSKOREKTA provozovala hydraulickou barieru měsíc, a to kvůli zahájení stavby nové rafinerie za 300 mil. Kč, podle stavebního povolení z roku 1996, které bylo několikrát prodlužováno. Zrušení stavebního povolení nepřipadalo podle stavebního úřadu v úvahu, protože zde nebyla stavební uzávěra a vodohospodáři to neoznačili za záplavové území. Odbor ochrany vod ostravského magistrátu vyměřil od roku 2001 firmě TRANSKOREKTA dvě stotisícové pokuty za to, že nezabezpečila areál před znečišťováním okolí.
K 1. prosinci 2023 patřily nemovitosti společnosti Ostravské logistické centrum. V rámci operačního programu Životní prostředí byla poskytnuta dotace ve výši 122 mil. Kč na projekt Odstranění staré ekologické zátěže v lokalitě bývalé rafinerie OSTRAMO v Ostravě – 1. etapa. Sanace byla provedena v areálu o celkové rozloze 176 017 m². Bylo odstraněno více než 33 216 m³ kontaminovaných materiálů: zaolejované vody, kalů, kontaminované zeminy a demolovaných stavebních konstrukcí. Území ležící severovýchodně od dálničního přivaděče je sanováno a je možné jej využívat.

## Budovy v areálu
Na projektování budov v areálu se podíleli architekti a stavitelé:
- Felix Neumann (1860–1942), již od začátku výstavby
- Johann Ulrich (1861–1920), stavitel ve firmě Mihatsch & Ulrich a budoucí ostravský starosta v roce 1895
- Hugo Herrmann[43] navrhl v roce 1909 budovy na zpracování parafínu